# Castilleja zempoaltepetlensis
Castilleja zempoaltepetlensis là loài thực vật có hoa thuộc họ Cỏ chổi. Loài này được G.L.Nesom mô tả khoa học đầu tiên năm 1992.